# Tatiana Janíčková
Tatiana Janíčková (12 de abril de 1994) es una deportista eslovaca que compite en ciclismo en la modalidad de trials, ganadora de 5 medallas en el Campeonato Mundial de Ciclismo de Montaña entre los años 2010 y 2015, y 5 medallas en el Campeonato Europeo de Ciclismo de Montaña entre los años 2012 y 2016.

## Palmarés internacional
| Campeonato Mundial | Campeonato Mundial             | Campeonato Mundial | Campeonato Mundial |
| Año                | Lugar                          | Medalla            | Competición        |
| ------------------ | ------------------------------ | ------------------ | ------------------ |
| 2010               | Mont-Sainte-Anne ( Canadá)     | Medalla de bronce  | Trials 20″/26″     |
| 2012               | Leogang/Saalfelden ( Austria)  | Medalla de bronce  | Trials 20″/26″     |
| 2013               | Pietermaritzburg ( Sudáfrica)  | Medalla de oro     | Trials 20″/26″     |
| 2014               | Hafjell/Lillehammer ( Noruega) | Medalla de oro     | Trials 20″/26″     |
| 2015               | Vallnord ( Andorra)            | Medalla de plata   | Trials 20″/26″     |
| Campeonato Europeo |                                |                    |                    |
| Año                | Lugar                          | Medalla            | Competición        |
| 2012               | Weilrod ( Alemania)            | Medalla de oro     | Trials 20″/26″     |
| 2013               | Berna ( Suiza)                 | Medalla de plata   | Trials 20″/26″     |
| 2014               | Wałbrzych ( Polonia)           | Medalla de oro     | Trials 20″/26″     |
| 2015               | Chies d'Alpago ( Italia)       | Medalla de oro     | Trials 20″/26″     |
| 2016               | Le Puy-en-Velay ( Francia)     | Medalla de oro     | Trials 20″/26″     |